# Fledermausschloss Weißig

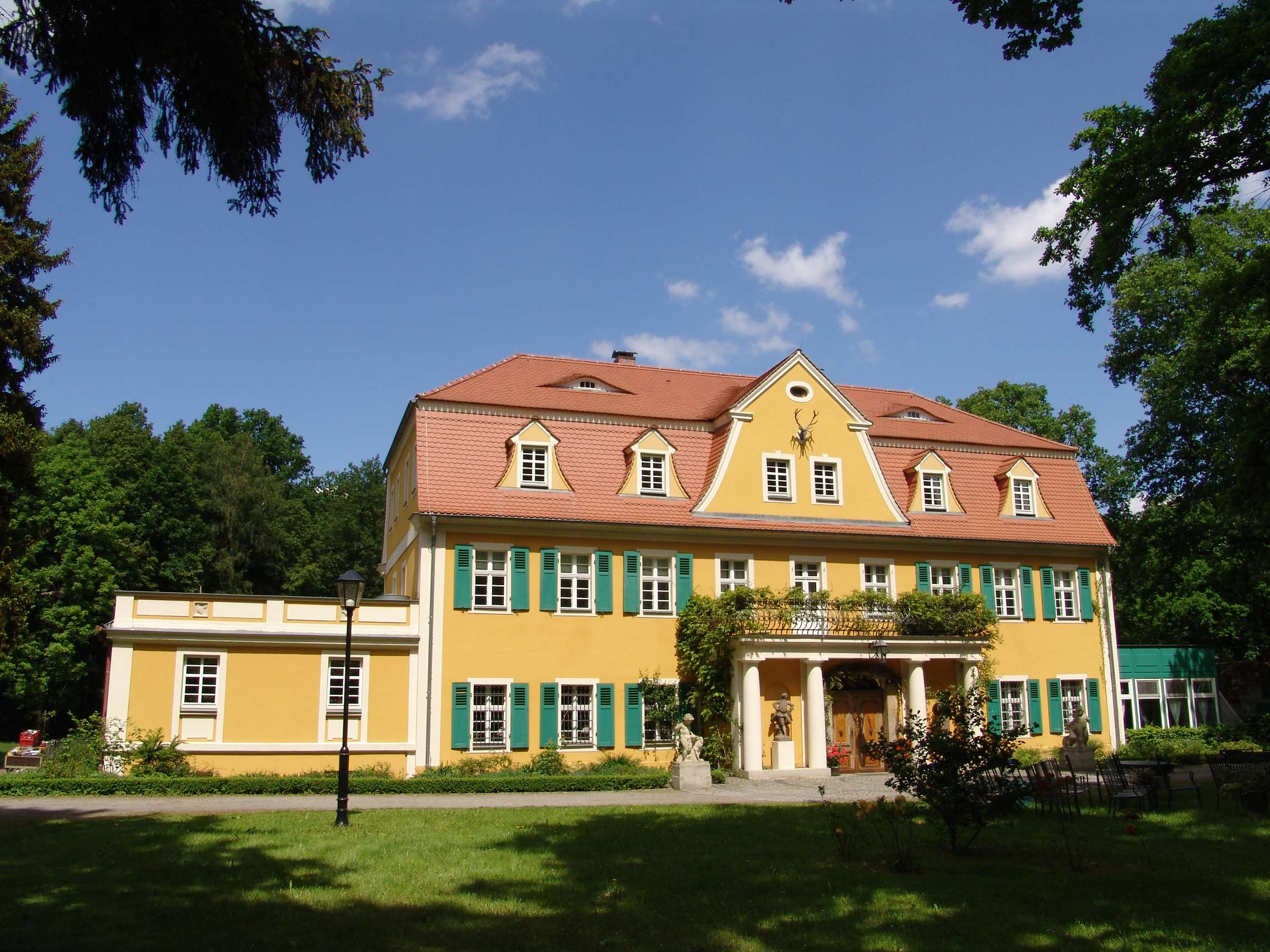
Fledermausschloss Weißig

Das Fledermausschloss Weißig befindet sich in der Nähe des sächsischen Hermsdorf am Oberlauf der Spree und am Rande des Waldgebiets Driewitz-Milkeler Heiden. Weißig, an dessen Ortsrand das Schloss liegt, ist etwa einen Kilometer von Hermsdorf entfernt.

## Geschichte

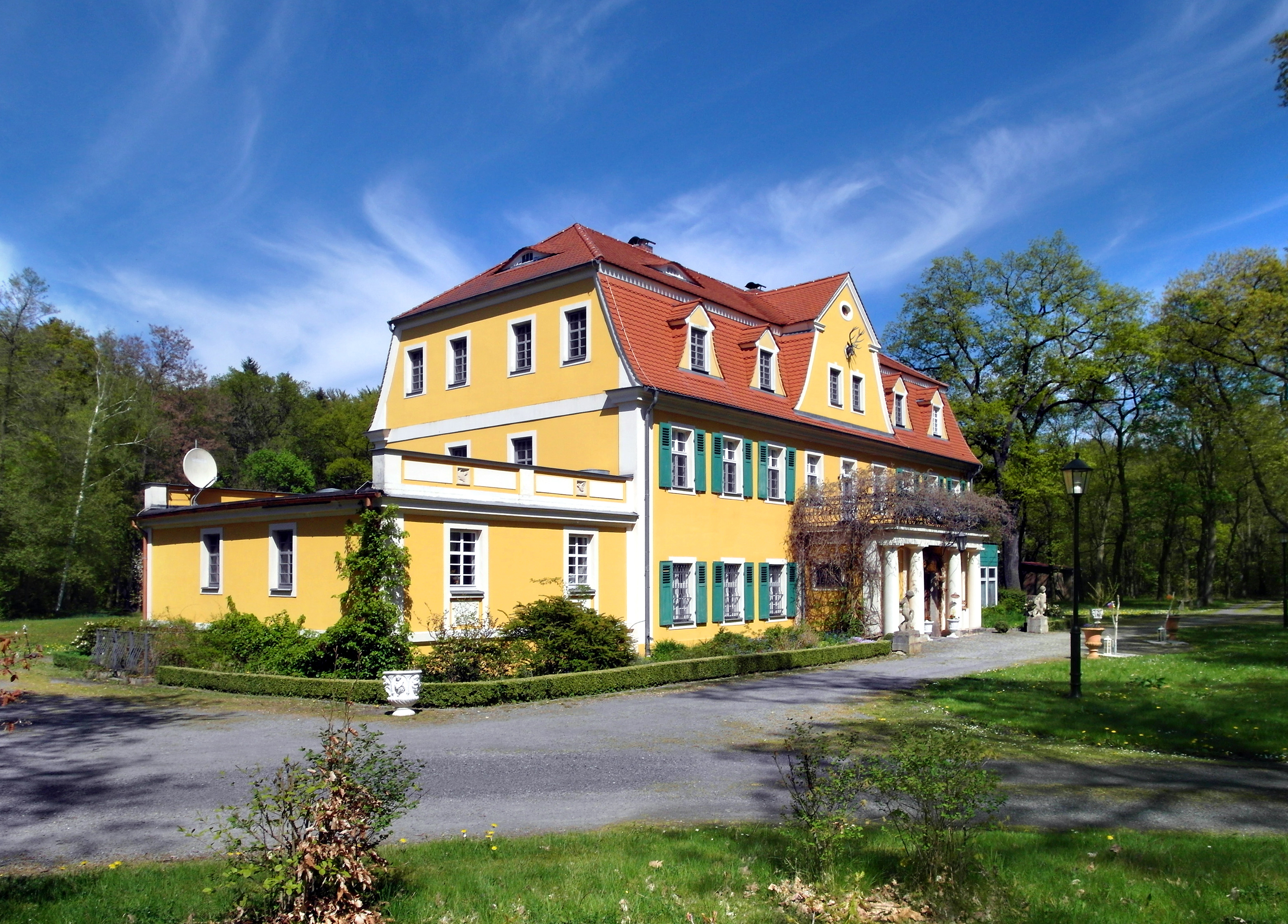
Fledermausschloss Weißig

Die älteste Urkunde stammt aus dem Jahr 1469, als der Ort „Weissigke“ erwähnt wird. Der nahe gelegene Eichberg war ein Schauplatz eines bedeutenden Gefechtes. Am 19. Mai 1813 fand ein Gefecht zwischen russisch-preußischen Verbündeten und den Soldaten Napoleons statt. Dabei fielen über 1700 Soldaten des Yorkschen Korps und 2000 Franzosen. 1913, also 100 Jahre später, wurde ein Denkmal am Ort des Gefechtes eingeweiht.
Das Schloss diente zu Beginn des 20. Jahrhunderts als Jagdschloss der Rittergutsfamilie derer von Steinitz-Kolbitz. Im Jahr 1921 wurde das Rittergut Weißig von Ulrich von Schönburg-Waldenburg gekauft. Der Berliner Rechtsanwalt Adolf Oeren war 1922 der letzte Besitzer des Jagdschlosses Weißig und des dazugehörenden Gutes Steinitz mit rund 700 Hektar Land. Zum Ende des Zweiten Weltkrieges fanden Umsiedler aus den ehemaligen Ostgebieten des Reiches Zuflucht im Jagdschloss. Es waren insgesamt zehn Familien.
Trotz des sozialistischen Wohnungsbauprogramms diente das Schloss noch bis 1997 als Wohnhaus. Das Ehepaar Christine und Siegfried Liepert kaufte 1996 das vernachlässigte Anwesen. Ein Jahr später wurde es saniert. Die Arbeiten waren 1998 beendet, so dass am 31. Mai 1998 die Eröffnung des Fledermausschlosses Weißig gefeiert wurde.